# Javier Fages de Climent

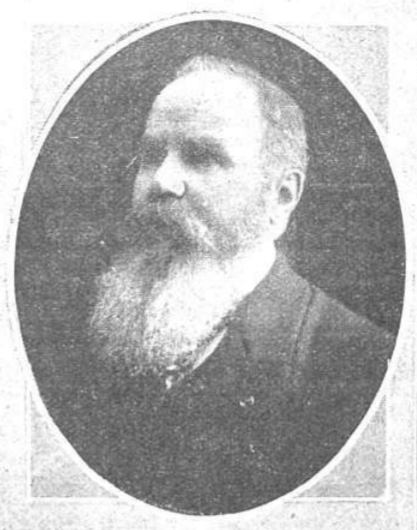
Javier Fages de Climent

Francisco Javier Fages de Climent (Figueras, 1871-Figueras, 23 de mayo de 1946) fue un abogado y escritor español.
Nació en una influyente familia de juristas, hijo de Carlos Fages de Perramón y nieto de Narciso Fages de Romá.
Destacado publicista, realizó estudios que le dieron gran prestigio en la comarca del Ampurdán y en la provincia de Gerona. Presidió en Figueras la Sociedad Económica de Amigos del País y las Conferencias de San Vicente de Paúl, así como otras entidades y centros de la capital ampurdanesa. Adherido al Partido Liberal-Conservador, escribió también artículos en la prensa católica de la época.
Estuvo casado con Mercedes Neyra de Gorgot, con quien tuvo varios hijos. Fue tío del escritor Carles Fages de Climent.

## Obras
- Política de Balmes. Cuestiones candentes acerca del monarquismo; la Restauración; tesis y hipótesis; el liberalismo; los católicos y el partido conservador, y otras similares (1912)
- ¡Españolicémonos! Ingleses, no; pero... franceses... menos (1917)
- El Directorio militar y la política catalana (1925)
- El Excmo. Sr. D. Antonio Cánovas del Castillo (1928)